# Living Eyes
Living Eyes är ett musikalbum av Bee Gees. Det släpptes i oktober 1981 på RSO Records och var gruppens fjortonde album. Från albumet släpptes "He's a Liar" och "Living Eyes" som singlar men jämfört med tidigare alster klättrade dessa inte lika högt på listorna. Albumet var likaledes inte den stora succé jämfört med dess föregångare men fick bland annat en 18:e-placering i Sverige, #6 i Norge, #7 i Holland och #13 i Nya Zeeland.

## Låtlista
Alla låtar skrivna av Barry Gibb, Robin Gibb och Maurice Gibb om inget annat anges.
Sida 1
1. "Living Eyes" 4:20
2. "He's a Liar" 4:01
3. "Paradise" 4:20
4. "Don't Fall in Love With Me" 4:55
5. "Soldiers" 4:25

Sida 2
1. "I Still Love You" 4:26
2. "Wildflower" 4:24
3. "Nothing Could Be Good" (Barry Gibb, Robin Gibb, Maurice Gibb, Albhy Galuten) 4:11
4. "Cryin' Every Day"  4:03
5. "Be Who You Are" (Barry Gibb) 6:41